# 국제 이동 단말기 식별 번호

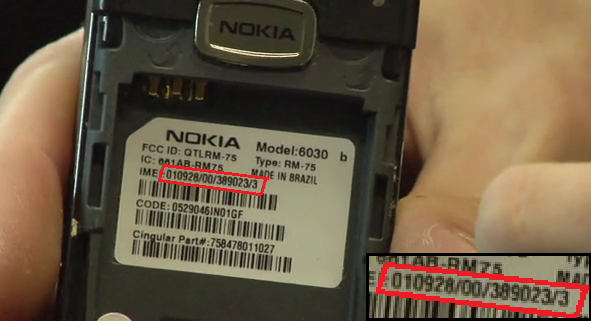
IMEI 번호 예시

국제 이동 단말기 식별 번호(International Mobile Equipment Identity, IMEI)는 3GPP 및 iDEN 휴대폰과 일부 위성 전화에 사용되는 숫자 식별자로, 일반적으로 고유하다. IMEI는 일반적으로 휴대폰 배터리 칸에 인쇄되어 있지만, 대부분의 휴대폰에서는 다이얼패드에 MMI 보조 서비스 코드 *#06#을 입력하거나 스마트폰 운영체제 설정 메뉴에서 다른 시스템 정보와 함께 화면에 표시될 수도 있다.
GSM 네트워크는 IMEI 번호를 사용하여 유효한 기기를 식별하며, 도난당한 휴대폰이 네트워크에 접근하는 것을 차단할 수 있다. 예를 들어, 휴대폰을 도난당한 경우, 소유자는 통신사에 IMEI 번호를 사용하여 휴대폰을 차단하도록 요청할 수 있다. 이렇게 하면 도난당한 휴대폰은 해당 네트워크는 물론, 때로는 다른 네트워크에서도 사용할 수 없게 되며, 도난당한 휴대폰의 SIM 카드를 교체하더라도 마찬가지이다.
SIM 카드 슬롯이나 eSIM 기능이 없는 기기는 일반적으로 IMEI가 없다. 단, 삼성 갤럭시 넥서스 및 S III와 같은 초기 스프린트 LTE 기기는 예외이다. 이 기기들은 SIM 없이 CDMA 활성화 환경을 에뮬레이션했고 3GPP 전용 국가에서 로밍 기능이 없었다. 그러나 IMEI는 기기를 식별할 뿐 가입자와 특별한 관계는 없다. 휴대폰은 국제 이동통신 가입자 식별 번호(IMSI)를 전송하여 가입자를 식별하는데, 이 번호는 SIM 카드에 저장되어 있으며 이론적으로 모든 휴대폰으로 전송될 수 있다. 그러나 네트워크가 가입자의 현재 개별 기기를 파악할 수 있기 때문에 다양한 네트워크 및 보안 기능이 활성화된다.
듀얼 SIM 기능이 있는 휴대폰은 일반적으로 두 개의 IMEI 번호를 가지지만, 픽셀 3(eSIM 하나와 실제 SIM 하나)와 같이 한 번에 하나의 SIM 카드만 활성화할 수 있는 기기는 예외이다.

## 같이 보기
- 국제 이동국 식별 번호
- 휴대 전화
- SIM 락